# تصنيف المبارزة على الكراسي المتحركة
تصنيف سياج الكراسي المتحركة هو نظام تصنيف خاص بهذه الرياضة، يخضع لإشراف الاتحاد الدولي لرياضة الكراسي المتحركة ومبتوري الأطراف. يُتاح للأشخاص ذوي الإعاقات الجسدية المشاركة في المنافسات، حيث يُحدد تصنيفهم من خلال اللجان البارالمبية الوطنية على المستوى المحلي.

## الغاية
في هذه الرياضة، يهدف التصنيف إلى ضمان عدالة المنافسة، حيث يتم تصنيف اللاعبين بناءً على قدراتهم الوظيفية، لا على نوع الإعاقة التي يعانون منها. بذلك، تصبح المهارات والتدريب والخبرة هي العناصر الحاسمة في تحديد نتائج المباريات، وليس نوع الإصابة أو الإعاقة.

## الحوكمة
في عام 2009، تولّى الاتحاد الدولي مسؤولية التصنيف. وكان قد تم في عام 1983 وضع القواعد الخاصة بالتصنيف والموافقة عليها من قبل الاتحاد الدولي للرياضة. وحتى اليوم، تواصل أداء دورها كجهة مسؤولة عن التصنيف الدولي، من خلال لجنة فرعية مختصة برياضة المبارزة على الكراسي المتحركة.

## الفئات والأهلية
يوجد أربع فئات في رياضة مبارزة الكراسي المتحركة، تُعرف باسم الفئات 1 و2 و3 و4، وغالبًا ما تُدمج هذه الفئات تحت تسميتين رئيسيتين هما الفئة "أ" والفئة "ب".
الفئة 3 مخصصة للرياضيين المصابين بالشلل النصفي بين الفقرتين D10 وL2، حيث يحققون من 5 إلى 9 نقاط في اختبارات الوظيفة من النوع الأول والثاني. أما الفئة 4، فتشمل المصابين بإصابات أسفل الفقرة L4، ويسجلون على الأقل 5 نقاط في اختبارات النوع الثالث والرابع. في البطولات الدولية المعتمدة من الاتحاد الدولي، تُدمج الفئتان 3 و4 تحت الفئة "أ".
يُسمح للمشاركين الذين يعانون من بتر في الساق السفلية بالمشاركة في هذه الرياضة، وفقًا لتصنيفهم القائم على القدرات الحركية الوظيفية. وابتداءً من عام 2012، أصبح جميع أصحاب الإعاقات الجسدية مؤهلين لخوض غمار هذه الرياضة.

## التاريخ
في ثمانينيات القرن الماضي، بدأ التحول من نظام التصنيف الطبي إلى النظام الوظيفي، وكانت منظمة ISMWSF من بين الجهات التي قادت هذا التحول في رياضات الكراسي المتحركة. وشهدت تلك الفترة تطبيق أنظمة تصنيف خاصة بكل رياضة، بما في ذلك المبارزة، حيث استُخدم نظام التصنيف الجديد في بطولة أوروبا في غلاسكو عام 1987، ثم جرت عليه تعديلات طفيفة قبل تطبيقه في دورة الألعاب البارالمبية الصيفية في سيول عام 1988.
بحلول أوائل تسعينيات القرن العشرين، أصبح تصنيف مبارزة الكراسي المتحركة قائمًا على الأداء الوظيفي بدلاً من الأسس الطبية. وبسبب التحديات التي واجهتها الألعاب البارالمبية في برشلونة عام 1992 في تصنيف الرياضيين بشكل موضوعي، أعلنت اللجنة البارالمبية الدولية في عام 2003 عن خطط لتطوير نظام تصنيف جديد دخل حيّز التنفيذ عام 2007. هذا النظام حدّد عشرة أنواع مختلفة من الإعاقة تُتيح المشاركة على المستوى البارالمبي. وقد طُلب من الاتحادات الدولية تطوير أنظمة تصنيف رياضية خاصة بها ضمن هذا الإطار، شريطة أن تستند إلى أدلة بحثية.
تسعى اللجنة البارالمبية الدولية، وهي الهيئة العليا في التصنيف، إلى تطوير نظام مستقبلي أكثر دقة يعتمد على الأدلة بدلاً من الأداء، لضمان عدم تضرّر الرياضيين ذوي الأداء العالي بوضعهم في فئات غير مناسبة نتيجة لمهاراتهم العالية.

## في دورة الألعاب البارالمبية
اقتصرت المشاركة في رياضة المبارزة على مستخدمي الكراسي المتحركة فقط في دورة الألعاب البارالمبية الصيفية لعام 1960 في روما، واستمر هذا التوجه في دورات طوكيو 1964 وتل أبيب 1968. وفي دورة برشلونة 1992، شارك مستخدمو الكراسي المتحركة وفق تصنيف ISMWSF الذي اعتمد على نوع الإعاقة الشوكية الوظيفية. وفي دورة الألعاب الصيفية لعام 1996، تم اعتماد الفئتين "أ" و"ب" المستخدمتين حتى اليوم. وخلال دورة سيدني عام 2000، جرى ستة تقييمات دون تغييرات في الفئات، وتم رفض اعتراض واحد فقط على تصنيف مقدم من اللجنة البارالمبية الوطنية.
في دورة ريو 2016، طُبقت سياسة التصنيف الصفري المعتمدة من اللجنة البارالمبية الدولية، والتي دخلت حيز التنفيذ عام 2014. تهدف هذه السياسة إلى منع التعديلات المتأخرة في التصنيفات والتي قد تؤثر على جاهزية الرياضيين. طُلب من جميع المشاركين أن يكون لديهم تصنيف دولي مؤكد قبل بداية البطولة، مع معالجة الاستثناءات بشكل فردي.

## الحصول على تصنيف

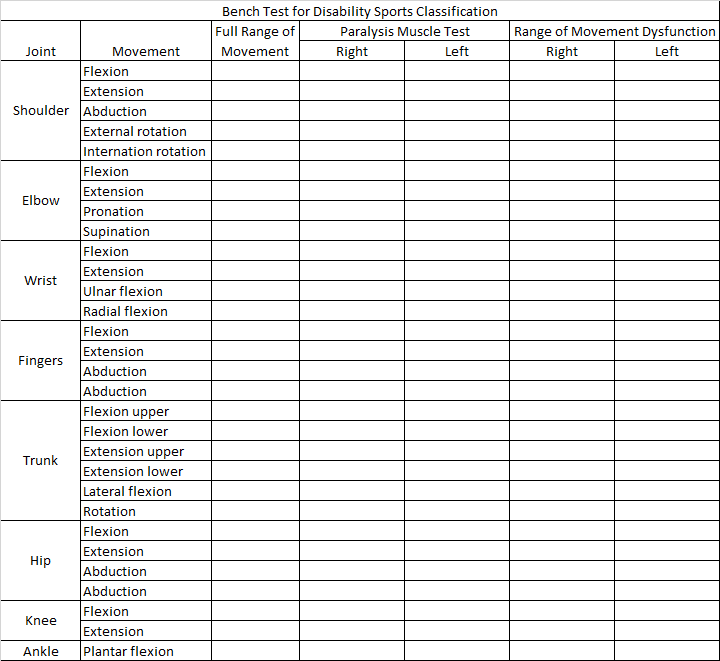
نموذج قياسي لضغط المقعد يستخدم للتصنيف الوظيفي للرياضيين على الكراسي المتحركة.

في معظم الدول، تُجرى تصنيفات البطولات الوطنية من خلال اللجان البارالمبية الوطنية المحلية.
أحد الاختبارات القياسية لتحديد التصنيف الوظيفي هو اختبار المقعد. ويُستخدم فيه مقياس مجلس البحوث المتكيف (MRC) لقياس قوة العضلات عن طريق اختبار تمرين ضغط المقعد، ويشمل ذلك مجموعة من الإصابات المرتبطة بالحبل الشوكي. يُقيّم الأداء العضلي على مقياس من 1 إلى 5، حيث:
- 1: غياب الحركة الوظيفية أو انعدام التنسيق.
- 2: حركة لا تتجاوز 25% من المجال الطبيعي، وتكون بطيئة وصعبة للغاية.
- 3: حركة لا تتجاوز 50% من المجال الطبيعي.
- 4: حركة لا تتجاوز 75% أو يوجد ضعف طفيف في التنسيق.
- 5: حركة طبيعية بالكامل.[1][19]

يتضمن تصنيف مبارزة الكراسي المتحركة ستة اختبارات وظيفية، بالإضافة إلى اختبار المقعد. تمنح كل من هذه الاختبارات نقاطًا تتراوح من 0 إلى 3:
- 0: غياب الوظيفة.
- 1: الحد الأدنى من الحركة.
- 2: حركة متوسطة بتنفيذ ضعيف.
- 3: حركة طبيعية بتنفيذ كامل.

الاختبارات الستة هي:
1. اختبار تمدد عضلات الظهر.
2. اختبار التوازن الجانبي للأطراف العلوية.
3. اختبار امتداد عضلات الجذع القطنية.
4. اختبار التوازن الجانبي أثناء حمل السلاح.
5. اختبار حركة الجذع في وضع متوسط بين نتائج الاختبارين الأول والثالث والثاني والرابع.
6. اختبار امتداد الجذع عند الانحناء للأمام بزاوية 45 درجة، مع قياس نشاط العضلات الظهرية والقطنية.

كما يُعد اختبار المقعد شرطًا إضافيًا في عملية التصنيف.